# Interruptor de acción instantánea miniaturizado

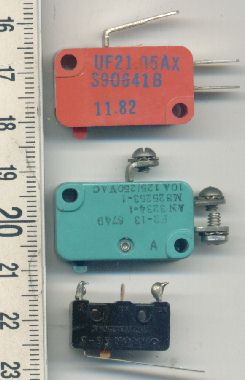
Comparación de distintos modelos de microinterruptores

Un interruptor de acción rápida en miniatura, frecuentemente conocido como microinterruptor (término derivado del nombre comercial en inglés Micro Switch, con el que se lanzó al mercado), es un interruptor eléctrico que puede ser accionado por una fuerza muy pequeña, mediante el uso de un mecanismo de punto de inflexión, a veces llamado de acción "sobre el centro".
La conmutación se produce de manera fiable en posiciones específicas y repetibles del actuador, lo que no es necesariamente cierto para otros mecanismos. Son muy comunes debido a su bajo coste y alta durabilidad, de más de 1 millón de ciclos y hasta de 10 millones de ciclos para modelos de servicio pesado. Esta durabilidad es una consecuencia natural de la simplicidad de su diseño.
La característica definitoria de los microinterruptores es que un movimiento relativamente pequeño en el botón del actuador produce un movimiento relativamente grande en el contacto eléctrico, que se produce a alta velocidad (independientemente de la velocidad con la que se pulse el actuador). Los diseños más exitosos también exhiben histéresis, lo que significa que una pequeña inversión del actuador es insuficiente para invertir la posición del contacto, y debe haber un movimiento significativo en la dirección opuesta. Ambas características ayudan a lograr una interrupción limpia y fiable del circuito conmutado.

## Historia
El primer microinterruptor fue inventado por Phillip Kenneth McGall en 1932 en Freeport (Illinois), siendo registrado con la patente 1.960.020. McGall era un empleado de la Burgess Battery Company en ese momento. En 1937 W.B. Schulte, el empleador de McGall, fundó la empresa MICRO SWITCH. La empresa y la marca registrada Micro Switch son propiedad de "Honeywell Sensing and Control" desde 1950. La marca se ha convertido en un nombre común para designar a cualquier interruptor de acción rápida. Empresas distintas de Honeywell fabrican ahora interruptores de acción instantánea miniaturizados.

## Construcción y operación

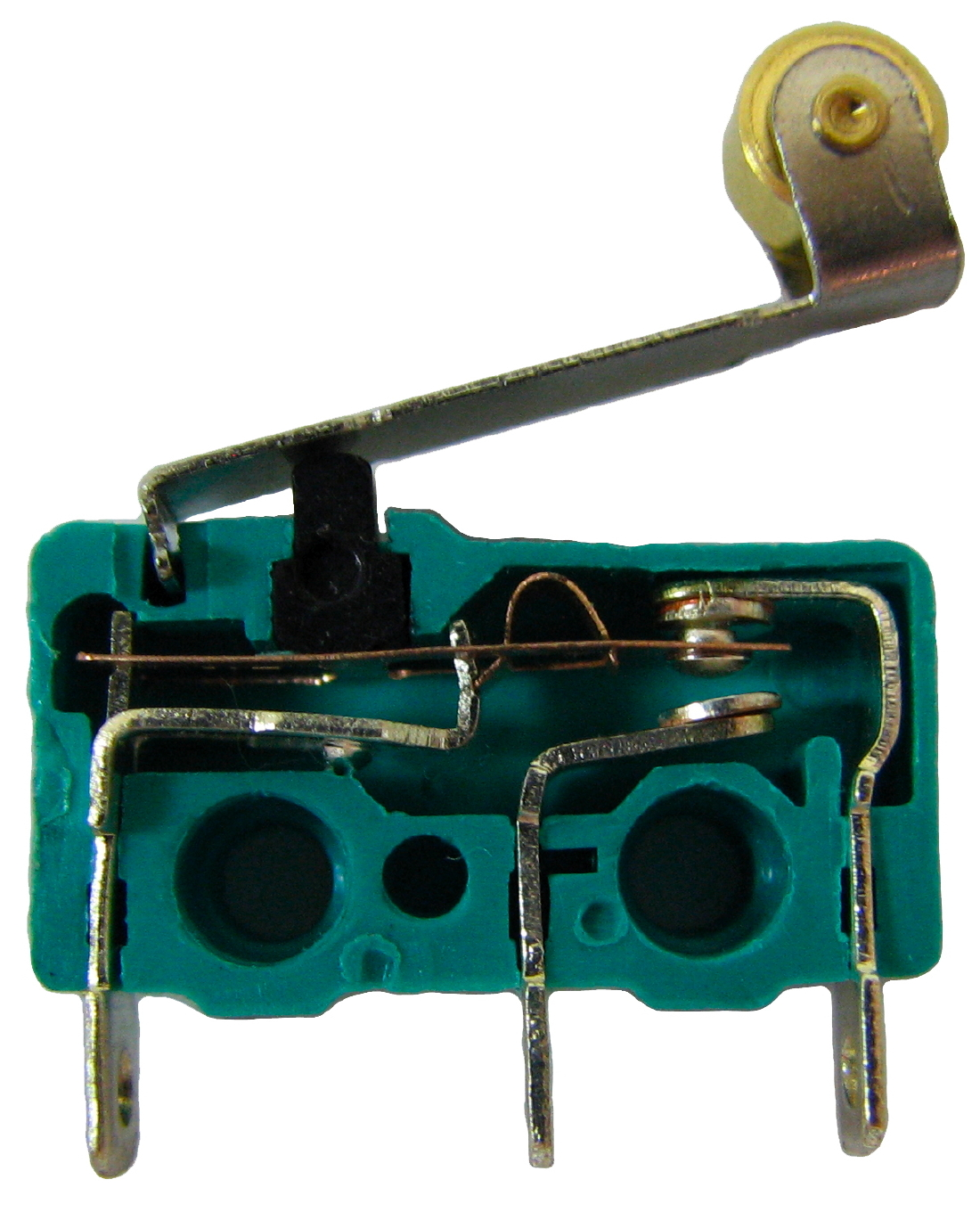
Partes internas de un microinterruptor. Los contactos, de izquierda a derecha, son comunes, normalmente abiertos y normalmente cerrados

En un microinterruptor tipo, suele haber internamente dos muelles conductores. Uno de ellos, largo y plano, tiene bisagras en un extremo del interruptor (a la izquierda en la fotografía) y dispone de contactos eléctricos en el otro. Un pequeño resorte curvo, precargado (es decir, comprimido durante el montaje) para que intente extenderse (en la parte superior, justo a la derecha del centro en la foto), está conectado entre el resorte plano cerca de los contactos y un fulcro cerca del punto medio del resorte plano. Una protuberancia del actuador presiona el resorte plano cerca de su punto de bisagra.
Debido a que el resorte plano está anclado y está sometido a una tensión fuerte, el resorte curvo no puede moverlo hacia la derecha. Pero el resorte curvo presiona o tira del resorte plano hacia arriba, es decir, alejándolo del punto de anclaje. Debido a la geometría del montaje, la fuerza hacia arriba es proporcional al desplazamiento, que disminuye a medida que el resorte plano se mueve hacia abajo (en realidad, la fuerza es proporcional al seno del ángulo, que es aproximadamente proporcional al ángulo para valores pequeños).
A medida que el actuador presiona, flexiona el resorte plano mientras que el resorte curvo mantiene unidos los contactos eléctricos. Cuando el resorte plano se flexiona lo suficiente, se genera la fuerza necesaria para comprimir el resorte curvo, y los contactos comenzarán a moverse.
A medida que el resorte plano se mueve hacia abajo, la fuerza hacia arriba del resorte curvo se reduce y hace que el movimiento se acelere (incluso en ausencia de movimiento adicional del actuador) hasta que el resorte plano impacta en el contacto normalmente abierto. Aunque el resorte plano se afloja a medida que se mueve hacia abajo, el interruptor está diseñado para que el efecto neto sea de aceleración. Esta acción "sobre el centro" produce un sonido de clic muy distintivo y una sensación muy nítida.
En la posición accionada, el resorte curvo proporciona cierta fuerza hacia arriba. Si se suelta el actuador, el resorte plano se moverá hacia arriba. A medida que se mueve el resorte plano, aumenta la fuerza del resorte curvo. Esto da como resultado una aceleración hasta que se golpean los contactos normalmente cerrados. Al igual que en la dirección hacia abajo, el interruptor está diseñado para que el resorte curvo sea lo suficientemente fuerte como para mover los contactos, incluso si el resorte plano debe flexionarse, porque el actuador no se mueve durante el cambio.

## Aplicaciones
Los microinterruptores tienen dos áreas principales de aplicación:
- En primer lugar se utilizan cuando se necesita una fuerza operativa baja con una acción claramente definida.
- En segundo lugar, se utilizan cuando se necesita fiabilidad a largo plazo. Esto es el resultado del mecanismo interno y la independencia de la fuerza de cierre en los contactos del interruptor de la fuerza de operación. La fiabilidad del interruptor depende en gran medida de la fuerza de contacto: una fuerza que sea adecuada pero nunca excesiva, favorece una gran fiabilidad y una vida útil prolongada.

Aplicaciones comunes de los microinterruptores incluyen las puertas de los hornos de microondas, los interruptores de nivelación y seguridad en los ascensores, máquinas expendedoras, tragaperras y para detectar atascos de papel u otros fallos en las fotocopiadoras. Los microinterruptores se utilizan comúnmente en el control de válvulas de compuerta en rociadores antincendios y en otros sistemas de fontanería, donde es necesario que una válvula está abierta o completamente cerrada.
También se usan ampliamente en electrodomésticos, maquinaria, controles industriales y en todo tipo de vehículos, así como en muchos otros lugares donde se requiere el control de circuitos eléctricos. Por lo general, están diseñados para transportar corriente solo en circuitos de control, aunque algunos modelos se pueden usar directamente para controlar motores pequeños, solenoides, lámparas u otros dispositivos. Especialmente, las versiones de bajo accionamiento pueden detectar monedas en máquinas expendedoras o con un álabe adjunto, flujos de aire. Los microinterruptores pueden ser operados directamente por un mecanismo, o pueden formar parte de un interruptor de presión, de flujo o de temperatura, operado por un sistema de detección como un medidor de presión. En estas últimas aplicaciones, la repetibilidad de la posición del actuador cuando ocurre la conmutación es esencial para la precisión a largo plazo. Una leva impulsada por un motor (generalmente de velocidad relativamente lenta) y uno o más microinterruptores forman un mecanismo temporizador. El mecanismo de un interruptor a presión puede estar encerrado en una carcasa de metal que incluye palancas de accionamiento, émbolos o rodillos, formando un sensor útil para el control de máquinas herramienta o maquinaria accionada eléctricamente.